# Корбен, Анри
Анри́ Корбе́н (фр. Henry Corbin, 14 апреля 1903[…], VII округ Парижа или Париж — 7 октября 1978[…], XIII округ Парижа) — французский философ и исламовед, исследователь иранской суфийской мистики и шиитского гностицизма.

## Биография
Ученик Этьена Жильсона, Жана Баруцци и Луи Массиньона. Начинал в отделе рукописей Парижской Национальной библиотеки. В 1937 году опубликовал первый французский перевод Хайдеггера («Что такое метафизика?»). В 1939—1945 годах работал во Французском институте в Стамбуле, с сентября 1945 года - работал в Тегеране, где основал отдел иранистики во Французском институте, открыл серию исследований и публикаций «Библиотека иранистики».
В 1954 году возглавил исследовательский центр Ислам и религии арабского мира в Школе высших исследований в Париже, продолжая ежегодно приезжать с лекциями с Тегеран. В 1974 году создал Международный центр сравнительного религиоведения в Университете Святого Иоанна в Иерусалиме.
Входил в международное общество Эранос, объединявшее исследователей архаики, мистики и герметизма в различных регионах мира (К. Г. Юнг, М. Элиаде, Г. Шолем и др.).

## Исследовательские интересы
Предметом герменевтических разработок Корбена были философии откровения и воображаемого мира на Ближнем Востоке. Он изучал и переводил труды Ибн Рушда, Сухраварди, Ибн Араби, Мулла Садра и др.
Среди его учеников — Жильбер Дюран, Кристиан Жамбе.

## Труды
- Avicenne et le récit visionnaire (1954)
- L’Imagination créatrice dans le soufisme d’Ibn’Arabî (1958)
- Terre celeste et corps de resurrection: de l’iran Mazdeen a l’iran Shi’ite (1960)
- L’homme de lumière dans le soufisme iranien (1961)
- Histoire de la philosophie islamique (1964)
  - Corbin H. History Of Islamic Philosophy (англ.) — London, New York City: Kegan Paul International Ltd., 1993. — 445 p. — ISBN 978-0-7103-0416-2
- Face de Dieu, face de l’homme: Hermeneutique et soufisme(1968)
- En Islam iranien: aspects spirituels et philosophiques/ 1-4 (1971—1978)
- Philosophie iranienne et philosophie comparée (1977)
- Temple et contemplation (1980)
- Le paradoxe du monothéisme (1981)
- Temps cyclique et gnose ismaélienne (1982)
- L’Homme et Son Ange: Initiation et Chevalerie Spirituelle (1983)
- L’Alchimie comme art hiératique (1986)
- Swedenborg and Esoteric Islam (1995)

### Публикации на русском языке
- Мир Воображения (Mundus Imaginalis) // Дельфис — № 73(1) — 2013. — С. 90-97.
- История исламской философии. Москва: «Прогресс-Традиция», 2010. — 360с. — ISBN 978-5-89826-301-0.
- Световой человек в иранском суфизме / пер. Ю. Н. Стефанова, предисл. и примеч. Я. Эшотса. Москва: «Фонд исследований исламской культуры», «Волшебная Гора», «Дизайн. Информация. Картография», 2009. — 240с. — ISBN 5-98840-008-6.
- Свет Славы и Святой Грааль. Москва: «Волшебная Гора», 2006. — 224с. — ISBN 5-98840-004-3.